# Куніо Накамура
Куніо Накамура (англ. Kuniwo Nakamura, яп. 中村國雄; 24 листопада 1943 — 14 жовтня 2020) — палауський політик, п'ятий президент Палау. Раніше він обіймав посаду віце-президента Палау з 1989 по 1993 рік.

## Походження та раннє життя
Накамура — син японського іммігранта з Мацусаки, провінція Ісе та доньки палауського вождя. Він навчався на другому курсі початкової школи, коли капітуляція Японії закінчила Другу світову війну. Він закінчив вищу школу коли вже острів був частиною США та продовжив навчання в Гавайському університеті.

## Кар'єра
Накамура почав свою політичну кар'єру у віці 28 років, ставши наймолодшою людиною, обраним на Конгрес Мікронезії. Він займав посаду віце-президента з січня 1989 року по січень 1993 року. Він був вперше обраний президентом на виборах 1992 року коли він набрав 3125 голосів проти 2084 за діючого на один термін Нгіраткеля Етпісона і 3188 за суперника Джонсона Торібіонг, а потім переміг Торібіонга в другому турі. Він відбув два терміни, будучи переобраним у 1996 році з перевагою в 64 % -36 % в порівнянні з Ібедулом Ютака Гіббонс. Він не брав участі у виборах 2000 року, але підтримав свого віце-президента Томмі Ременгесау, який здобув перемогу з відривом у 53 % -47 % проти сенатора Пітера Сугіями.

## Нагороди
Куніо Накамура був удостоєний вищої нагороди Всесвітньої премії миру в 1997 році за його лідерство в забезпеченні незалежності та зміцненні демократії в Республіці Палау, сприяння політичній стабільності і збереженні природного середовища.